# マウレタニア

マウレタニア

マウレタニアの領域（黄色の枠線内）

マウレタニア（Mauretania）は、古代の北アフリカの地中海沿岸に独立したベルベル人のマウリ部族の王国。西アルジェリア、北モロッコ、ジブラルタルを含む広大な地域を支配。その後はローマ帝国の支配下に入って、王国の歴史は閉じることとなる。この国に因み、ムーア人の呼称が生まれ、ムーア人が支配するモーリタニアはマウレタニアの後継を称して国号が付けられたが、ムーア人支配層以外には民族的な繋がりがなく、地理的には何の関係もない。マウリ人はギリシャ語の黒 mauros に由来すると示唆されている。
初期の記録にはフェニキアやカルタゴの植民地リクサス、ヴォルビリス、モガドール、シェラとの関連が記されている。

## ローマ領マウレタニア

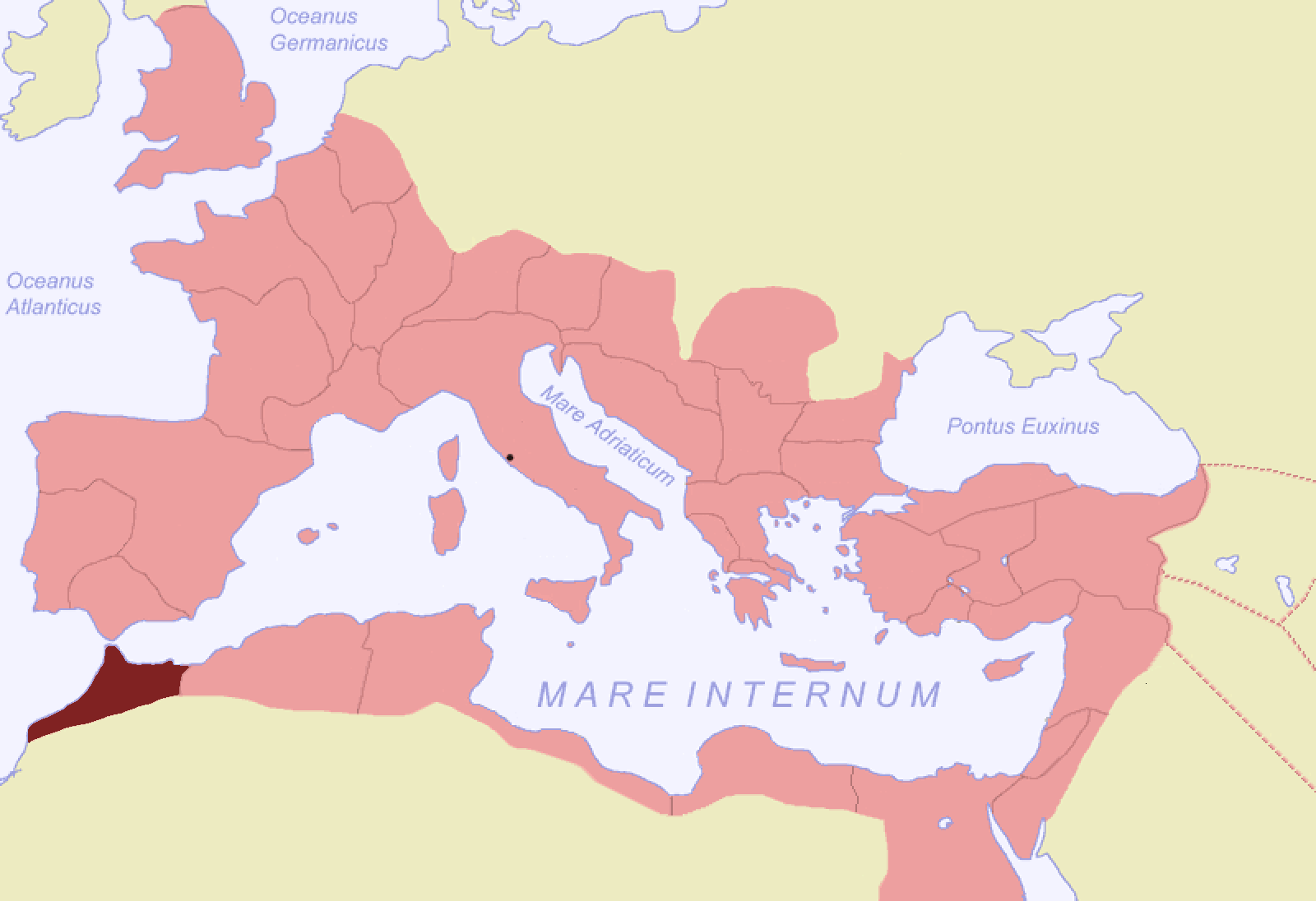
マウレタニア・ティンギタナ属州 (116年)

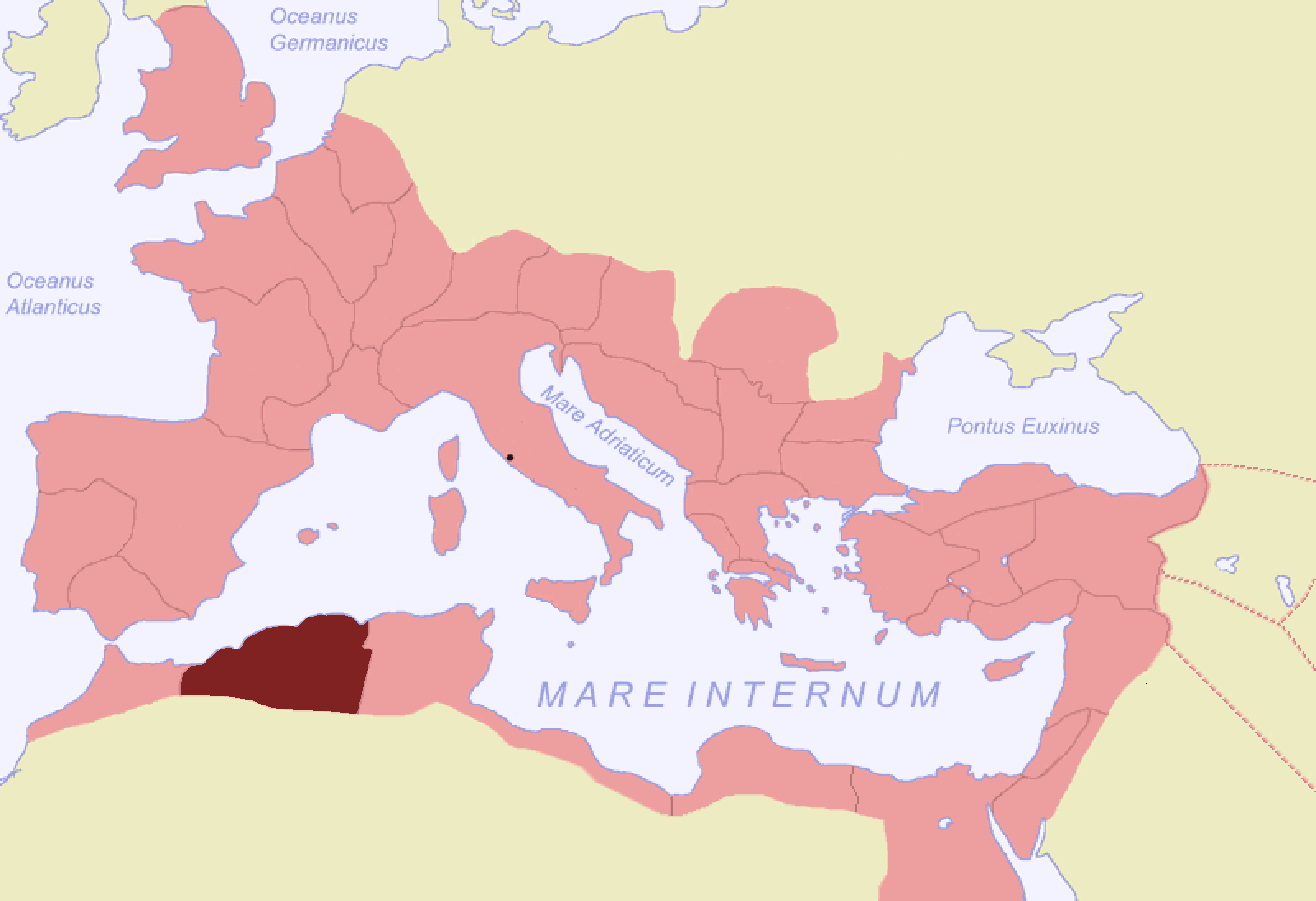
マウレタニア・カエサリエンシス属州 (116年)

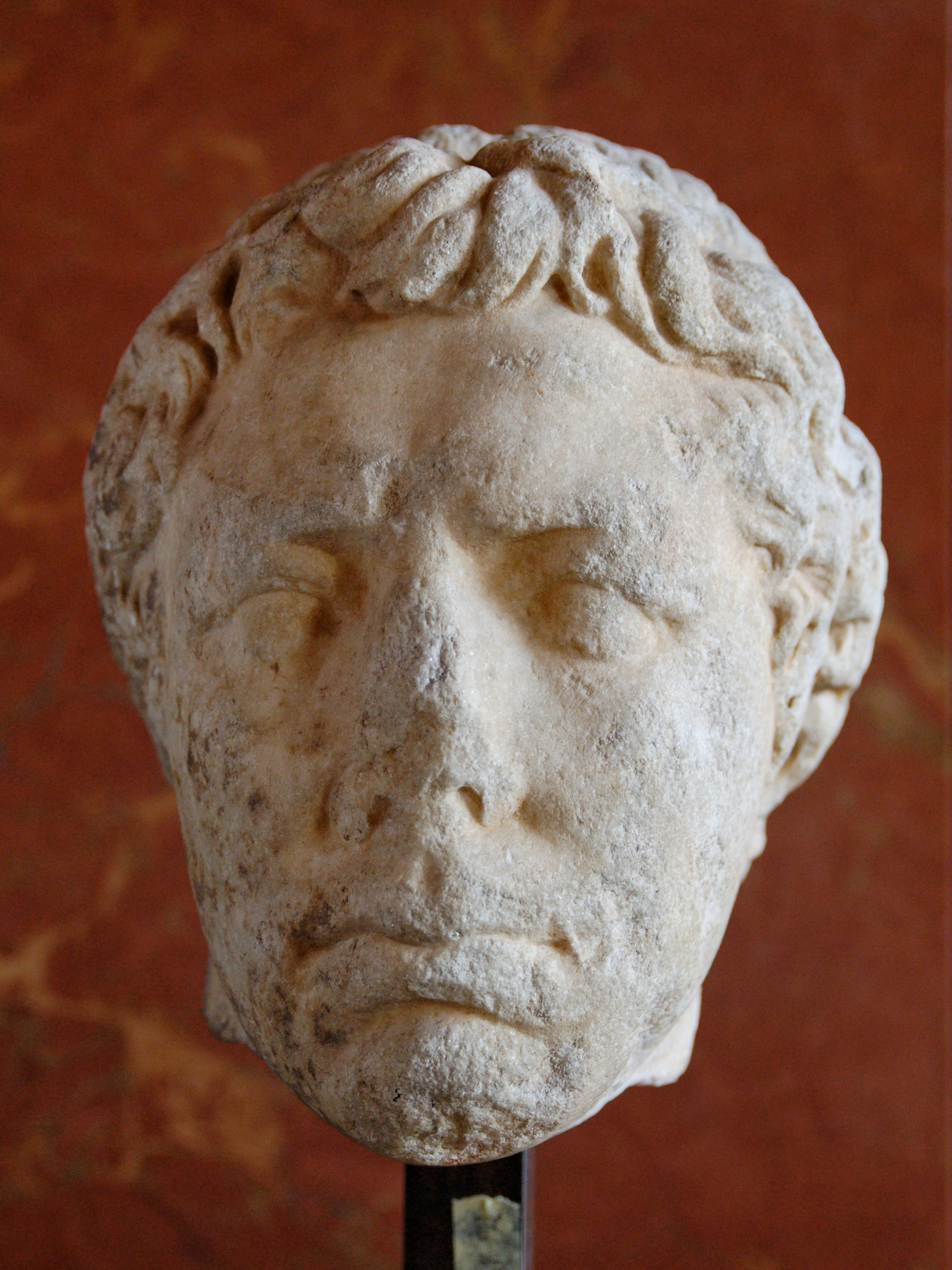
ヌミディア及びマウレタニア王ユバ2世

カルタゴがローマ帝国に敗れるとマウレタニアはローマの属国とされ、ヌミディアのユバ2世が属王とされた。23年にユバが死ぬと、ローマで教育された息子のマウレタニアのプトレマイオスが後を継いだ。プトレマイオスは40年にカリグラに殺された。クラウディウスは44年に勅令でマウレタニアを勅任総督によるローマ属州とした。
マウリ人の王統も維持され、忠誠や秩序の維持に利用された。キプリアヌスは247年に「マウリ人は実際に王を崇拝し、偽装して名前を隠そうともしない」と記した。
クラウディウスはマウレタニアを現代のオランの西60kmのムルヤ川でマウレタニア・カエサリエンシスとマウレタニア・ティンギタナに分けた。
- マウレタニア・ティンギタナ - 首都ティンギス（今日のタンジール）から名付けられた今日のモロッコ及びスペイン領地域。
- マウレタニア・カエサリエンシス - 今日のアルジェリア北西部。

マウレタニアからはエクィテス出身の一人の皇帝マクリヌスが出た。マクリヌスは217年にカラカラを暗殺して権力を掌握し、翌年ヘリオガバルスに敗れ処刑された。ディオクレティアヌスのテトラルキアの時代の293年にはカエサリエンシス東部がシティファを首都とするシティフェンシスに分割された。
ノティティア・ディグニタートゥム（400年頃）にはアフリカ管区のウィカリウスに2つ、ヒスパニア管区のウィカリウスにいくつかの記述がある。

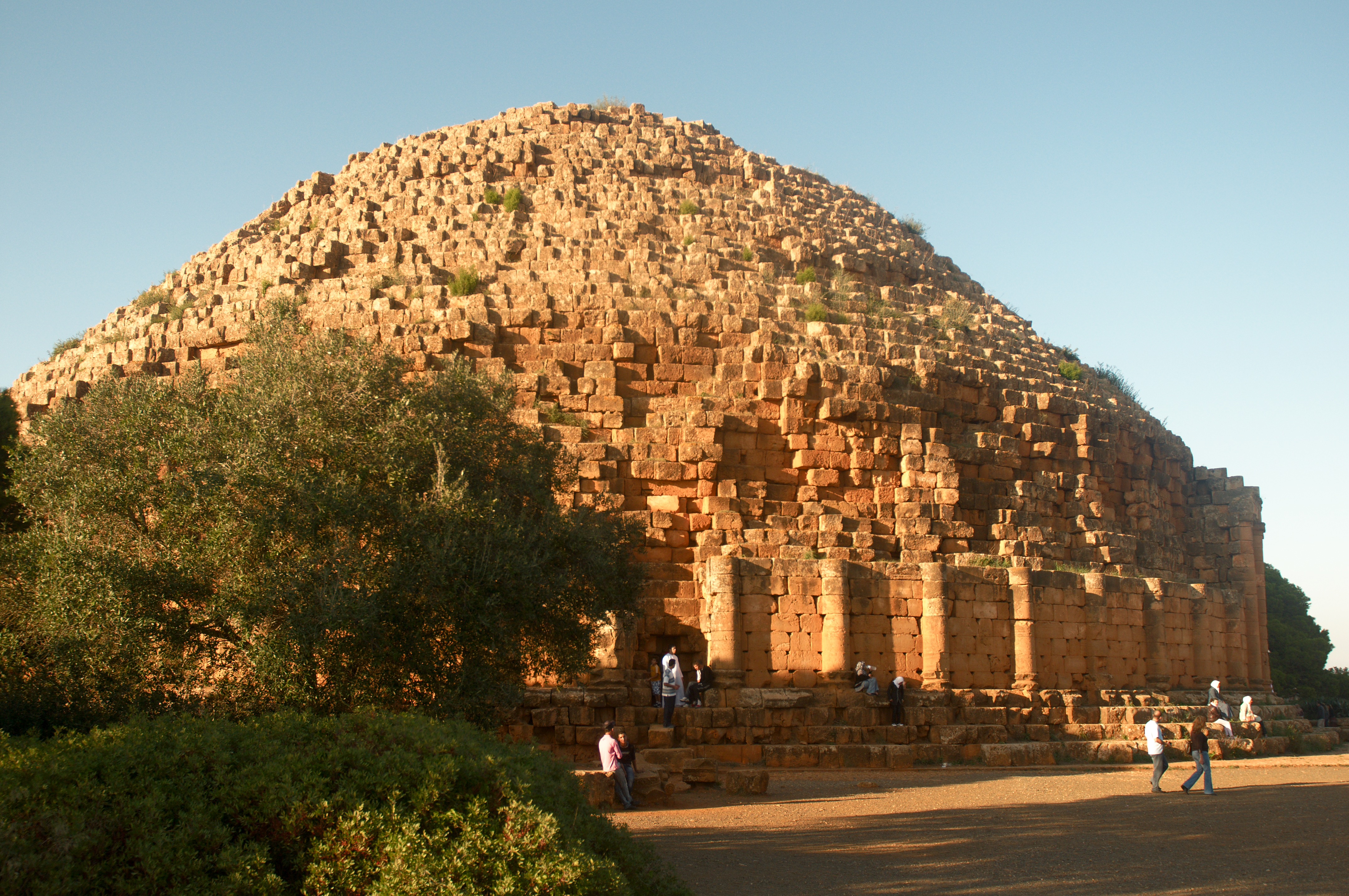
ティパサ (アルジェリア) にあるジュバ2世の墓

## 脚註
1. ↑  Thomas F. Glick, Islamic And Christian Spain in the Early Middle Ages
2. ↑  C. Michael Hogan, Chellah, The Megalithic Portal, ed. Andy Burnham
3. ↑  Cyprian (circa 255 AD) De idolorum vanitate